# Магараджих
Магараджих (соврем.тур. Ataköy köyü (Mağaracık), арм. Մաղարաջիկ Վերին, греч. Μαγαρατζίκ) — древнее армянское селение в Турции, в районе Карс, иля Карс. Расположено в 10 км юго-западнее города Карс. В период с 1878 года по 1918 год входило в состав Карской области, потом до 1920 года находилось в составе Армянской республики (в это время было переименовано: арм. Այրիվան- Ayrivan). Во время Русско-турецкой войны 1877—1878 гг. у этого селения произошло сражение русской и турецкой кавалерий.

## Происхождение названия
Магараджик — исторически сложившееся русское и литературное название поселения с древней и богатой историей. Современное турецкое название Атакёй по смыслу отсылает к древности селения. Название села происходит от древнетюркского словосочетания маленькая пещера.

## История

### Древняя история
Близ современного селения Магараджик находится пещера, которая включена в единый археологический комплекс в районе долины потока Борлюк. Сегодня этот район стал известен благодаря многочисленным петроглифам, найденным на открытых скалах и в пещерах скалистых отрогов вдоль долины. Долина была образована, как полагают учёные, в результате тысячелетней эрозии почвы водами потока, который берёт своё начало в 18-ти километрах на юго-восток от Карса. Пещера Магараджик была описана первой в науке. Её обследовал и сделал первые научные описания в середине 1940-х годов турецкий профессор Кылыч Кёктен (Kılıç Kökten). По некоторым находкам в этой пещере (просверленным отверстиям при входе в пещеру, каменным орудиям) профессор Кёктен отнёс древнее поселение, располагавшееся в пещере и близ её, к палеолиту. Позже профессор Октай Белли обнаружил в этом регионе около 200 наскальных рисунков. Совсем недавно были обследованы ещё ряд пещер по долине.
В античное время будущий город Карс и его окрестности активно осваивались греками, поэтому логично было бы предположить, что здесь тоже было какое-то античное селение, однако конкретных данных, свидетельствующих об этом, пока нет.
Можно говорить, что древнее поселение было организовано древними армянами в конце IV века. Дальше оно переживало всю историю выпавшей на долю княжеств и царств Восточной Армении после распада Великой Армении: попадало под владычество арабов в VII веке, находилось в составе Анийского, Карсского царств, а после того как Византия завоевала Карсскую крепость в 1045 году — в составе греческой империи, подвергалось нашествию сельджуков в XI веке. В конце XII века под властью Закарянов вошёл в пределы Грузинского царства.
Во время Российского владычества греки, заселённые в поселок из турецких районов, обнаружили пещеру которую они назвали Монаховой, в ней сохранились остатки древней безымянной церкви.

### Под турецким владычеством
В XVI веке, когда турки сделали Карс опорным оборонным пунктом в Закавказье, Магараджик стал турецким селом.
Каждый раз, когда русские войска предпринимали осаду Карса, Магараджик оказывался в районе боевых действий, и даже иногда становился пунктом, где размещалась ставка русского военного командования. Так было во время Русско-турецкую войну 1828—1829 гг., во время Крымской войны.
В июне 1855 года русская армия в очередной раз приступила к осаде крепости. 4 июня главнокомандующий Муравьев Николай Николаевич, чтобы перекрыть туркам путь между Карсом и Эрзерумом, сам возглавил фланговый марш-бросок главных сил из Аджи-калы в Магараджик. Из-за неблагоприятной погоды войска задержались в Магараджике на неделю, высылая на дорогу Карс-Эрзерум конные отряды, которые успешно захватывали двигавшиеся к Карсу фуры с продовольствием. Здесь же в селении главнокомандующий получил от военного министра письмо, в котором цитировались слова государя, который желал,

чтобы наступательные действия были направлены к скорейшему достижению решительных успехов, необходимость коих с каждым днем увеличивается в виду серьезного положения дел в Крыму
Из Магараджика об этом же и об общем положении дел генерал-майор Неверовский Александр Андреевич писал генералу Бебутову.

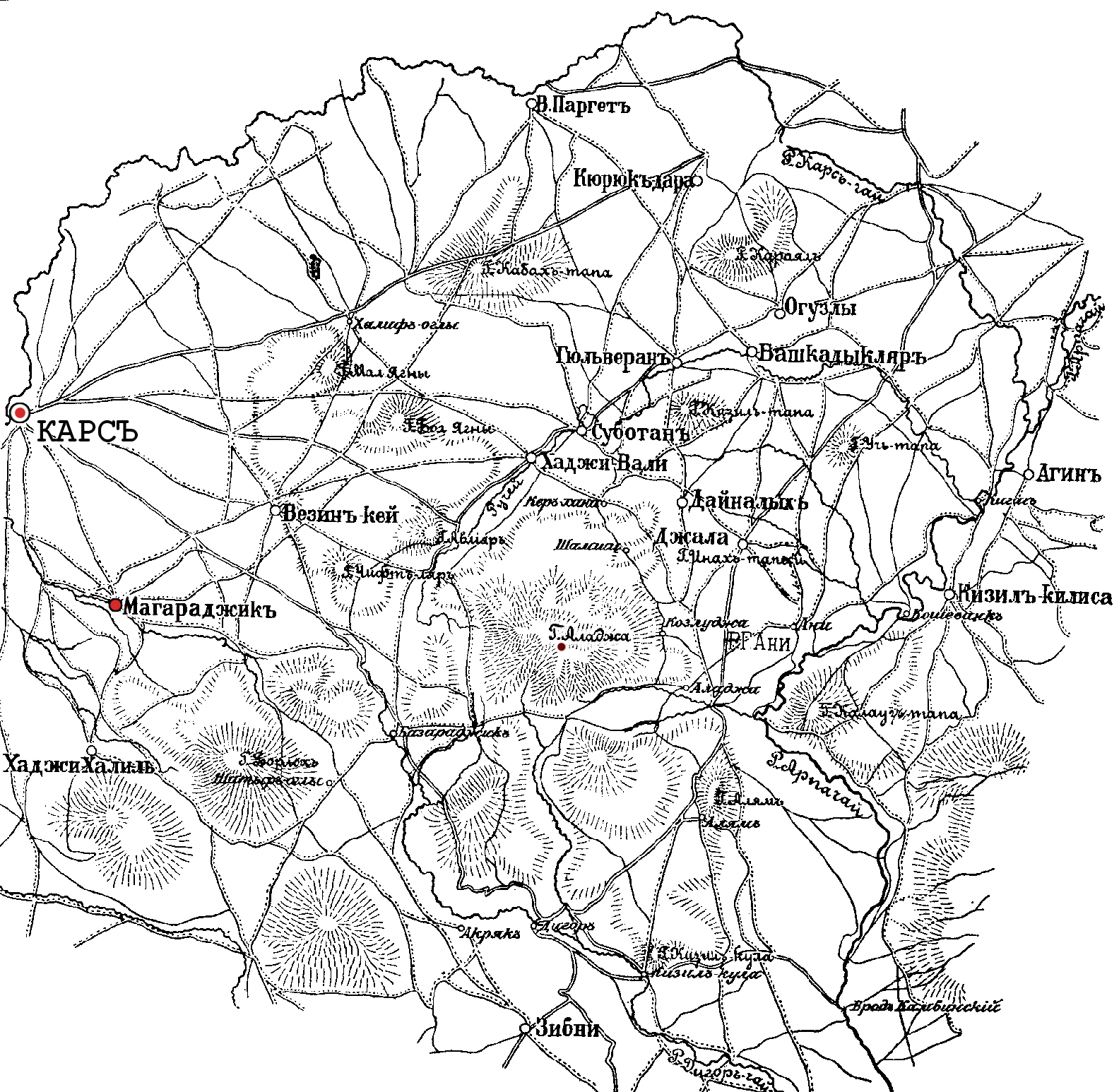
Магараджих на карте района боевых действий в окрестностях г. Аладжи осенью 1877 г.

13 мая 1877 турецкие войска вышли из Карса навстречу русскому 18-му эскадрону, сопровождаемому артиллерией. Турки намеревались отрезать русский конный отряд от главной колонны генерала Геймана, направленной на эрзрумскую дорогу.
Огонь русской артиллерии, драгун и казаков отбил атаку, турецкие войска в 6 часов вечера того же дня отступили в Карс.
В октябре в Магараджике разместилась часть отряда генерал-лейтенанта Шатилова.
В деле при Магараджике участвовали герои войны: адъютант 15-го драгунского Тверского полка, будущий генерал Алексей Алексеевич Брусилов, генерал-майор Кусов Инал Тегоевич, полковник Керимбек Новрузов.

### В составе Российской империи

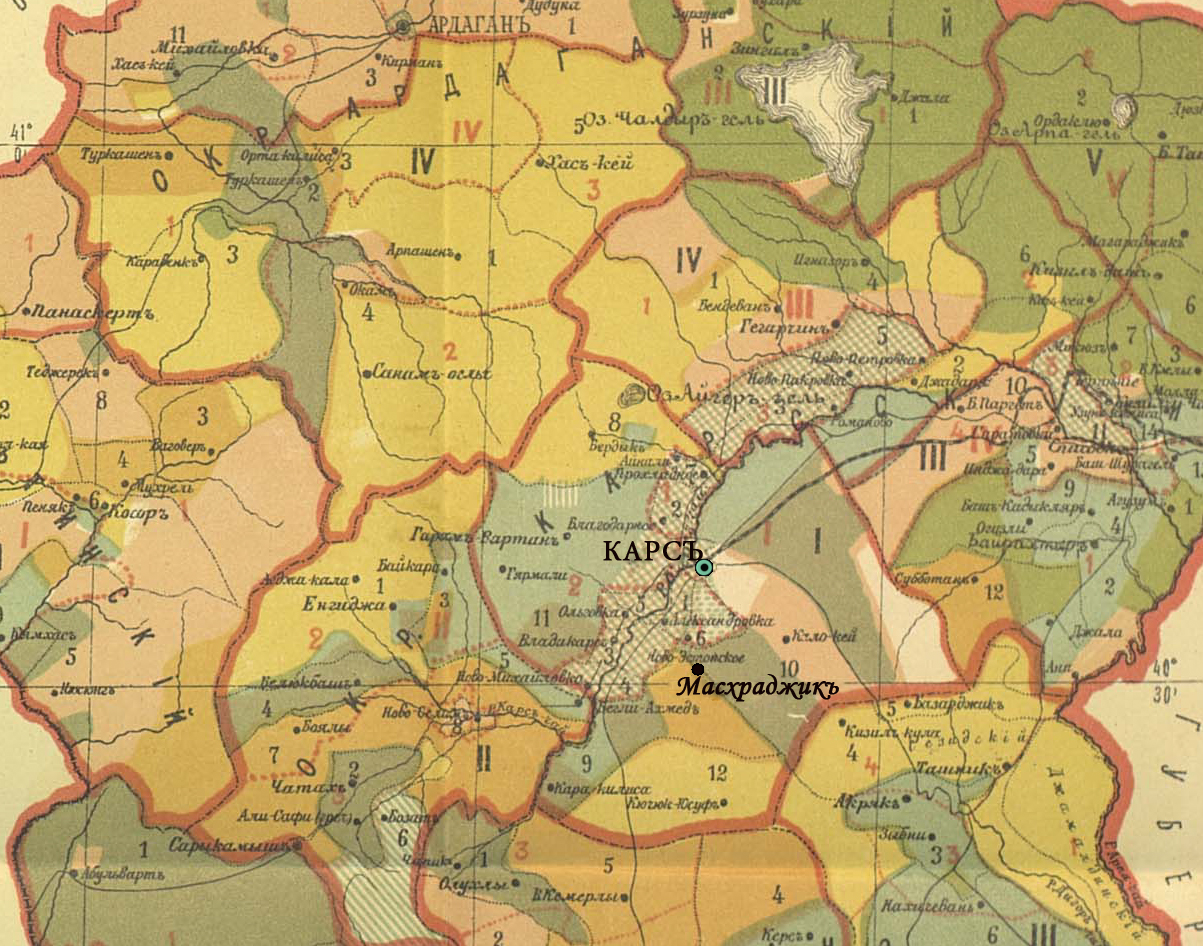
Магараджик на карте Карсской области, выпущенной в 1890-е в Тифлисе в Литографии Р. Шахбазянца

После взятия Карсской крепости в 1878 году Магараджик вошел в состав Карсского округа образованной Карсской области. Являлся административным и общественным центром 14 деревень одноименного района. В поселке имелась греческая православная церковь, школа и насчитывалось на начало XX века более 1000 жителей. Проживало по последней переписи населения Российской империи 850 человек, по этническому составу преобладали греки, карапапахи, были и курды, возможно, было несколько семей армян.
Перед Первой мировой войной Магараджикский сельский округ объединял 19 селений. В Магараджике действовала двухклассная церковно-приходская школа, которую возглавлял священник Георгий Николаев. К 1914 году в селении преобладало греческое население (150 домов, 1170 человек), оставались и коренные жители — карапапахи шиитского вероисповедания (56 дворов, 529 человек).
Православная община подчинялась российскому митрополиту Тифлисскому. В селе был храм Рождества Богородицы и две большие часовни пророка Илии и Вознесения Господня (в последней хранилась агиасма). Во время престольных праздников (часовни тоже считались) в селе устраивались ярмарки.
Дома были все каменные, большие по 4-6 комнат каждый, так как и семьи были патриархальными, большими по 25-30 человек.

## Современное состояние
После подписания Московского и Турецкого договоров Магараджик, как и большая часть Карсской области отошел Турции. Греки и армяне из села были изгнаны. Сегодня это небольшая деревенька в центральном районе провинции Карс. Она была заселена курдами, но сохранились также и карапапахские (терекеме) семьи. Деревня расположена у северного подножия горы Хаджи-Халиль (тур. Hacihalil). Жители занимаются в основном сельским хозяйством, большая доля которого приходится на скотоводство.
По свидетельствам некоторых бывших жителей деревни, в настоящее время она приходит в упадок.

## Известные уроженцы
- Триандафиллов Владимир Кириакович — советский военачальник, известный военный теоретик.